# Lokaal-Limburg
Lokaal-Limburg is een platform van onafhankelijke politieke partijen in de Nederlandse provincie Limburg, dat werd opgericht in 2014. De partij is in Limburg vertegenwoordigd in de Provinciale Staten en het algemeen bestuur van het waterschap. 21 lokale Limburgse partijen werken op provinciaal niveau samen in Lokaal-Limburg.

## Geschiedenis
De partij ontstond in november 2014 toen de USP (Universele Senioren Partij) zich hernoemde in Lokaal-Limburg. De USP ontstond in november 2013 toen Statenlid Albert Leppers zich afscheidde van 50PLUS en verderging als eenmansfractie.
Sinds 2019 zit er iemand die lid is van een partij aangesloten bij Lokaal-Limburg in de Gedeputeerde Staten. Van 2019 tot 2021 was dit Andy Dritty van Gezamenlijke Burger Belangen Landgraaf, sinds 2021 is dit Ad Roest van het Venlose EENLokaal, tevens oud-voorzitter van Lokaal-Limburg. Beide keren gaat het om extraparlementaire colleges, omdat een coalitie vormen met zes partijen onmogelijk werd bevonden.

## Aangesloten partijen
De volgende gemeentelijke partijen zijn aangesloten bij Lokaal-Limburg:
| Gemeente          | Partij                                                  |
| ----------------- | ------------------------------------------------------- |
| Beek              | Burger Belangen Beek - Nieuwe Democraten Beek (BBB-NDB) |
| Beesel            | Verantwoorde Lokale Politiek (VLP)                      |
| Eijsden-Margraten | Eijsden-Margraten Lokaal                                |
| Heerlen           | Jongerenpartij                                          |
| Heerlen           | Partij Hoensbroeks Belang (PHB)                         |
| Heerlen           | Stadspartij Heerlen                                     |
| Landgraaf         | Gezamenlijke BurgerBelangen Landgraaf (GBBL)            |
| Leudal            | Samen Verder                                            |
| Maasgouw          | Lokaal Voor Maasgouw (LVM)                              |
| Maastricht        | Liberale Partij Maastricht (LPM)                        |
| Meerssen          | Lokaal DNA                                              |
| Peel en Maas      | Lokaal Peel en Maas                                     |
| Roerdalen         | Ons Roerdalen                                           |
| Roermond          | Liberale Volkspartij Roermond (LVR)                     |
| Simpelveld        | SAMEN 1                                                 |
| Sittard-Geleen    | Lokaal Sittard-Geleen-Born                              |
| Sittard-Geleen    | Samen Politiek Actief                                   |
| Sittard-Geleen    | Stadspartij voor Sittard, Geleen en Born                |
| Vaals             | Lokaal!                                                 |
| Venlo             | EENLokaal                                               |
| Voerendaal        | Voerendaal Actief                                       |

## Verkiezingen
De partij heeft bij verschillende verkiezingen de volgende zetelaantallen behaald:

### Provinciale Staten
| Jaar | Stemmen | %    | Zetels |
| ---- | ------- | ---- | ------ |
| 2015 | 8.741   | 2,2% | 1 / 47 |
| 2019 | 18.474  | 4,1% | 2 / 47 |
| 2023 | 20.128  | 4,3% | 2 / 47 |

### Waterschap
| Jaar | Stemmen | %     | Zetels |
| ---- | ------- | ----- | ------ |
| 2015 | -       | -     | -      |
| 2019 | 27.230  | 6,4%  | 1 / 30 |
| 2023 | 47.165  | 10,4% | 3 / 30 |